# Documenta 15

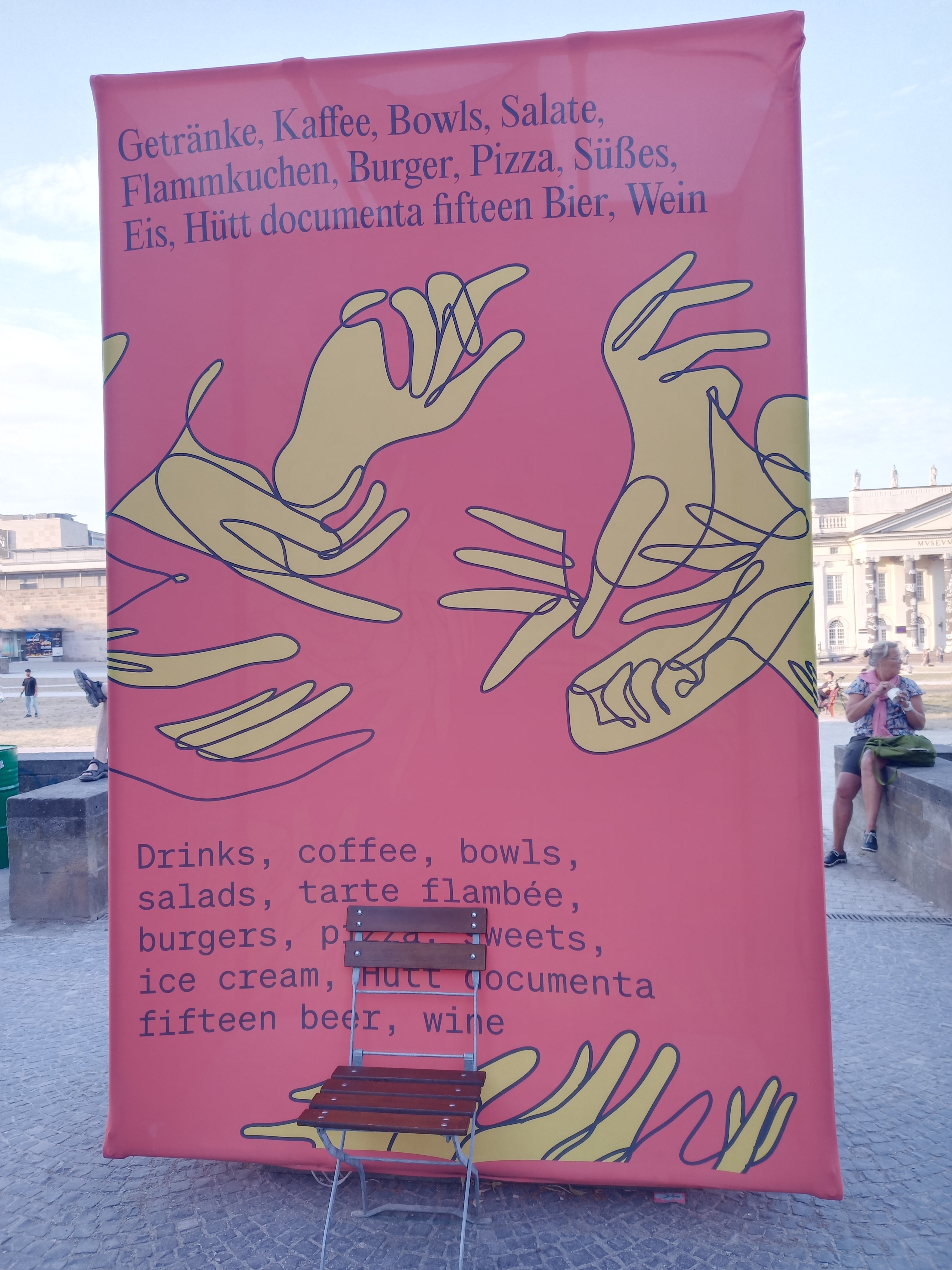
affiche documenta 15

Documenta 15 est la quinzième édition de la documenta, la plus grande manifestation d'art contemporain  au monde.
La manifestation se déroule du 18 juin au 25 septembre 2022 à Cassel. Elle est entachée par une polémique à propos d'une fresque jugée antisémite.

## Direction
En avril 2018, le directeur musical Wolfgang Orthmayr est nommé temporairement directeur général, en remplacement d'Annette Kulenkampff (de). À partir de l'automne 2018, Sabine Schormann prend la direction de la documenta.   

## Comité de sélection
À la fin de l'année 2018, un comité de sélection a été chargé d'élaborer une proposition pour la direction artistique de la future documenta.

### Composition
- Ute Meta Bauer, conservatrice internationale, directrice et fondatrice du NTU Centre pour l'art contemporain (CCA), Singapour
- Charles Esche (nl), directeur du musée Van Abbe, Eindhoven
- Amar Kanwar, cinéaste, réalisateur de documentaires et artiste indien, de New Delhi
- Frances Morris, directrice de la Tate Modern, Londres
- Gabi Ngcobo, commissaire de la 10e Biennale de Berlin 2018
- Elvira Dyangani Ose, commissaire de Creative Time, New York
- Philippe Pirotte, recteur de l'École Städel, Francfort
- Jochen Volz (de), directeur de la Pinacothèque de l'État de São Paulo

### Direction artistique
Le 22 février 2019, la Commission s'est prononcée en faveur du collectif d'artistes indonésiens ruangrupa, fondé à Jakarta en 2000, pour la direction artistique de la documenta 15.

## Artistes participants
Le 4 octobre 2021, le collectif d'artistes ruangrupa a publié une liste de participants et de groupes dans le journal des sans-abri Asphalt-Magazin, publié à Hanovre :  
- kkibawiKrrr
- ook_reinaart vanhoe
- Richard Bell
- Taring Padi
- Wakaliwood
- Agus Nur Amal PMTOH
- Arts Collaboratory
- Black Quantum Futurism
- Chimurenga
- Jumana Emil Abboud
- Nino Bulling
- Subversive Film
- Cinema Caravan und Takashi Kuribayashi
- Kiri Dalena
- Nguyen Trinh Thi
- Safdar Ahmed
- Sakuliu
- Atis Rezistans | Ghetto Biennale
- Marwa Arsanios
- Sourabh Phadke
- yasmine eid-sabbagh
- *foundationClass*collective
- Alice Yard
- Erick Beltrán
- LE 18
- MADEYOULOOK
- Party Office b2b Fadescha
- Serigrafistas queer
- Amol K Patil
- BOLOHO
- Cao Minghao & Chen Jianjun
- CHANG En-man
- Sa Sa Art Projects
- Hamja Ahsan
- Jimmie Durham
- La Intermundial Holobiente
- Pınar Öğrenci
- Saodat Ismailova
- Baan Noorg Collaborative Arts and Culture
- Dan Perjovschi
- Fehras Publishing Practices
- Nhà Sàn Collective
- The Nest Collective
- Another Roadmap Africa Cluster (ARAC)
- Archives des luttes des femmes en Algérie
- Asia Art Archive
- Centre d’art Waza
- El Warcha
- Graziela Kunsch
- Keleketla! Library
- Komîna Fîlm a Rojava
- Sada [regroup]
- Siwa plateforme – L’Economat at Redeyef
- The Black Archives
- [], N'fana Kaba DIAKITE des éditions TAKABA du Mali

## Polémique sur une œuvre taxée d'antisémitisme
La Justice du peuple, fresque réalisée par le collectif indonésien Taring Padi en 2002, suscite de nombreuses réactions en raison de caricatures considérées comme antisémites. La fresque est recouverte le 20 juin 2022, deux jours après l'ouverture de la documenta. Sabine Schormann et le collectif Taring Padi présentent leurs excuses. Le 16 juillet 2022, Sabine Schormann est limogée par le conseil de surveillance. La vidéaste Hito Steyerl retire son œuvre présentée à l'Ottoneum dans le cadre de la documenta à la suite de cette polémique.